# ベンジルアルコール
ベンジルアルコール (benzyl alcohol) は、芳香族アルコール。融点 −15.2 ℃、沸点 205.3 ℃ の無色の液体。弱い芳香と焼けるような味を持つ。フェニルメタノール(phenylmethanol) とも呼ばれる。香料、溶剤、合成原料等として用いられる。

## 性質と反応
ベンゼン、エタノール、クロロホルム等の有機溶剤に自由に混和するが、水溶性は低い (4 g/100 mL)。
空気中で徐々に酸化され、ベンズアルデヒドと安息香酸に変化する。
酢酸、安息香酸、セバシン酸などの酸と反応することで、エステルなどの化合物を生成する。特にエステルの酢酸ベンジルは、ジャスミン、イランイランの芳香成分として有名。

## 用途
インク、塗料、ラッカー、エポキシ樹脂塗膜などの溶剤として用いられる。石鹸や香料に用いるさまざまなエステルの原料としても使用される。写真の現像のほか、化粧品類の着香料、保留剤及び抗菌効果を有することから防腐剤としても用いられている。

## 危険性
消防法の第4類第三石油類危険物に該当する。
従来ベンジルアルコールは労働安全衛生法の規制外であったため、塗料剥離剤中の塩化メチレンの代替物質として多用された。本物質には中枢神経系や腎臓への有害性及び麻酔作用があり、換気の悪い環境下での中毒による労働災害が多発し、それを遠因とする死亡事故も発生した。これを受けて労働安全衛生法施行令及び労働安全衛生規則が改正され、2021年1月1日より、GHSラベル表示・SDS交付・リスクアセスメントが義務化された。

## 製法
実験的には、ベンズアルデヒド (C6H5CHO) を触媒下で水素化したり、還元剤を使って還元したりすると得られる。
また、炭酸ナトリウム（ソーダ灰）の存在下、塩化ベンジル (C6H5CH2Cl) を加水分解することで製造できる。